# 小倉勉
小倉 勉（おぐら つとむ、1966年7月18日 - ）は、大阪府出身のサッカー指導者。

## 来歴
天理大学を卒業後、同志社香里高校で指導者のキャリアをスタート。1990年にドイツへ渡り、ヴェルダー・ブレーメンユース、ジュニアユースで監督を務めるなど、海外での指導経験を積む。1992年に帰国し、その後はジェフユナイテッド市原・千葉でコーチや強化部を歴任。2002年には、日本人で初となるAFC公認プロフェッショナルライセンスを取得した。
2005年、日本サッカー協会のナショナルコーチングスタッフに就任。2006年からはA代表のコーチを務め、イビチャ・オシム、岡田武史両監督を支えて、2010 FIFAワールドカップでの16強入りに貢献。この間城福浩率いるU-17日本代表のコーチを兼務。2010W杯終了後の2010年9月、ロンドン五輪を目指すU-23日本代表のヘッドコーチに就任した。アジア大会で優勝、ロンドン五輪では44年ぶりの4強入りといった実績を挙げた。
2012年9月、ズデンコ・ベルデニックが監督を務める大宮アルディージャのコーチに就任。2013年7月からは、コーチ業務と兼任する形で強化部のテクニカルダイレクターを務めた。8月20日、大宮の監督に就任。同年シーズン終了まで指揮を執ったが、解任された。
2014年、城福が監督を務めるヴァンフォーレ甲府のヘッドコーチに就任。シーズン終了後に退任。
2015年、ジェフユナイテッド市原・千葉のコーチに就任。2016年7月、監督を解任された関塚隆と共にコーチを退任。
2017年より横浜F・マリノスのアシスタントスポーティングダイレクターに就任。2018年9月、アイザック・ドルが退任し空席となっていたスポーティングダイレクターに就任。
2021年11月9日、同年シーズン限りでスポーティングダイレクターを退任することが発表された。
2022年6月13日、東京ヴェルディのヘッドコーチに就任した。
2023年をもって東京ヴェルディを退団し、2024年2月1日にシンガポール代表監督就任が発表された。

## 所属クラブ
- 1982年 - 1984年 大阪府立摂津高等学校
- 1985年 - 1988年 天理大学

## 指導歴
- 1989年 - 1990年 同志社香里高等学校 コーチ
- 1990年 - 1992年  ブレーメン国際日本学園 教員・サッカー部監督
- 1992年 - 2006年  ジェフユナイテッド市原 / ジェフユナイテッド市原・千葉
  - 1992年 - 1993年 育成部 (ジュニアユース)
  - 1993年 - 1996年 育成部 (ユース)
  - 1996年 - 1997年 サテライトチーム コーチ
  - 1997年 - 1999年 トップチーム コーチ
  - 1999年 - 2000年 強化部
  - 2000年 - 2001年 トップチーム コーチ
  - 2001年 - 2002年 サテライトチーム ヘッドコーチ
  - 2002年 - 2005年 トップチーム コーチ
  - 2005年 - 2006年 強化部
- 1999年 - 2000年  日本サッカー協会 ナショナルトレセン コーチ
- 2005年 - 2007年  U-15・16・17日本代表 コーチ
- 2006年 - 2010年  日本代表 コーチ
- 2010年 - 2012年  U-21・22・23日本代表 ヘッドコーチ
- 2012年9月 - 2013年  大宮アルディージャ
  - 2012年9月 - 12月 トップチーム コーチ
  - 2013年1月 - 8月 トップチーム ヘッドコーチ
  - 2013年7月 - 8月 テクニカルダイレクター (コーチ兼任)
  - 2013年8月 - 12月 トップチーム 監督
- 2014年  ヴァンフォーレ甲府 ヘッドコーチ
- 2015年 - 2016年7月  ジェフユナイテッド市原・千葉 コーチ
- 2017年 - 2021年  横浜F・マリノス
  - 2017年2月 - 2018年8月 アシスタントスポーティングダイレクター
  - 2018年9月 -  2021年 スポーティングダイレクター
- 2022年6月 - 2023年  東京ヴェルディ ヘッドコーチ
- 2024年2月 -  シンガポール代表 監督

## 監督成績
| 年度 | 所属 | クラブ | リーグ戦 | リーグ戦 | リーグ戦 | リーグ戦 | リーグ戦 | リーグ戦 | カップ戦   | カップ戦  |
| 年度 | 所属 | クラブ | 順位     | 勝点     | 試合     | 勝       | 分       | 敗       | ナビスコ杯 | 天皇杯    |
| ---- | ---- | ------ | -------- | -------- | -------- | -------- | -------- | -------- | ---------- | --------- |
| 2013 | J1   | 大宮   | 14位     | 9        | 13       | 3        | 0        | 10       | -          | 4回戦敗退 |

- 2013年は第22節から。順位は最終順位。